# Engelbrecht (Familienname)
Engelbrecht ist ein deutscher Familienname

## Namensträger
- Arildis Engelbrecht (1903–1943), deutsche römisch-katholische Ordensfrau, Missionarin und Märtyrin
- Arnold Engelbrecht (1582–1638), Kanzler und geheimer Rat in Wolfenbüttel
- August Engelbrecht (Architekt) (1807–1887), österreichischer Architekt
- August Engelbrecht (Uhrmacher) (1823-nach 1911), deutscher Uhrmacher, Vorsitzender des Zentralverband der Deutschen Uhrmacher
- August Engelbrecht (Philologe) (1861–1925), österreichischer Klassischer Philologe
- Benny Engelbrecht (* 1970), dänischer Politiker der Socialdemokraterne
- Christian Wilhelm Engelbrecht (1612–1675), deutscher Jurist, kalenberg. Landsyndicus und Bürgermeister von Einbeck
- Christoph Johann Conrad Engelbrecht (1690–1724), deutscher Jurist und Hochschullehrer
- Christopher Engelbrecht (* 1985), südafrikanischer Eishockeyspieler
- Constanze Engelbrecht (1950–2000), deutsche Schauspielerin
- Claus Engelbrecht (1861–1935), deutscher Bootsbauer
- Daniel Engelbrecht (* 1990), deutscher Fußballspieler
- Dennis Engelbrecht (* 1975), deutscher American-Football-Spieler
- Emil Engelbrecht (1899–1970), deutscher Verleger
- Erich Engelbrecht (1928–2011), deutscher Künstler
- Erika Engelbrecht (1909–??), deutsche Fernsehjournalistin
- Ernst Engelbrecht-Greve (1916–1990), deutscher Politiker (CDU)
- Erwin Engelbrecht (1891–1964), deutscher General der Artillerie (Heer)
- Georg Engelbrecht (Jurist) (1626–1693), deutscher Jurist und Richter
- Georg Engelbrecht der Ältere (1638–1705), deutscher Jurist und Hochschullehrer
- Georg Engelbrecht der Jüngere (1680–1735), deutscher Jurist und Hochschullehrer
- Georg Bernhard von Engelbrecht (1658–1730), schwedischer Jurist, siehe Georg Bernhard von Engelbrechten
- Hans Engelbrecht (Prediger) (1599–1642), deutscher Prediger und Mystiker
- Hans Engelbrecht (Generalmajor) (Hans Hugo Karl Engelbrecht; 1854–1933), deutscher Generalmajor
- Heinrich Gottfried Engelbrecht (1745–1806), preußischer Oberst
- Helene Engelbrecht (1849–1927), deutsche Wohltäterin und Frauenrechtlerin
- Helmut Engelbrecht (1924–2014), österreichischer Pädagoge, Historiker
- Hermann Engelbrecht (1942–2014), deutscher Fernsehjournalist
- Hermann von Engelbrecht (1765–1818), General der Infanterie in schwedischen und preußischen Diensten, siehe Hermann von Engelbrechten
- Hermann Heinrich von Engelbrecht (1709–1760), schwedisch-pommerscher Jurist
- Hertha Engelbrecht (1922–2012), deutsche Verwaltungsjuristin
- Jaco Engelbrecht (* 1987), südafrikanischer Kugelstoßer
- Jannie Engelbrecht (* 1938), südafrikanischer Rugby-Union-Spieler
- Jesse Engelbrecht (* 1983), südafrikanisch-simbabwischer Squashspieler
- Johann Engelbrecht (Politiker), deutscher Politiker, Bürgermeister von Greifswald
- Johann Brandanus Engelbrecht (1717–1765), deutscher Mediziner und Hochschullehrer
- Johann Wilhelm Engelbrecht (1674–1729), deutscher Jurist und Hochschullehrer
- Jörg Engelbrecht (1952–2012), deutscher Historiker
- Jørgen Engelbrecht (* 1946), dänischer Ruderer
- Juliane Engelbrecht (1835–1853), deutsche katholische Jungfrau und Dulderin
- Julie Engelbrecht (* 1984), deutsche Schauspielerin
- Karl von Engelbrecht (1846–1917), deutscher Offizier und Diplomat
- Karl Engelbrecht (1858–1902), deutscher Kunstverglaser
- Kim Engelbrecht (* 1980), südafrikanische Schauspielerin
- Lars Engelbrecht (* 1978), deutscher Kinderbuchautor, Musiker und Illustrator
- Ludwig Philipp von Engelbrecht (1758–1818), preußischer Oberst, Ritter des Pour le Mérite
- Louis Engelbrecht (1857–1934), deutscher Jurist und Schriftsteller
- Martin Engelbrecht (1684–1756), deutscher Kupferstecher und Kunstverleger
- Martin Wolfgang Engelbrecht (1532–1591), gräfl. stolbergscher Bergfaktor, Bürgermeister in Wernigerode
- Max Engelbrecht (* 1875), deutscher Verwaltungsjurist, Regierungspräsident in Liegnitz
- Nadja Engelbrecht (* 1961), deutsche Schauspielerin
- Otto Engelbrecht (1896–1970), deutscher Politiker (NSDAP)
- Paul Engelbrecht (1849–1909), preußischer Generalleutnant
- Peter Engelbrecht (Bischof) (1414–1491), österreichischer Geistlicher und Lehrer des jungen Erzherzog Maximilian I.
- Peter Engelbrecht (Bergmann) († 1598), deutscher Bergmann und Klosterverwalter
- Peter Engelbrecht (Jurist) (1558/1559–1618), deutscher Jurist und Chronist
- Peter Engelbrecht (Autor) (* 1959), deutscher Journalist und Historiker
- Philipp Engelbrecht (Engentinus; um 1490–1528), deutscher Humanist und Dichter
- Rolf Engelbrecht (1904–1966), Oberbürgermeister der Stadt Weinheim
- Sebastian Engelbrecht (* 1968), deutscher Journalist und Theologe
- Sigrid Engelbrecht (* 1954), deutsche Designerin, Malerin, Kommunalpolitikerin und Trainerin
- Sybrand Engelbrecht (Generalmajor) (1913–1994), südafrikanischer Generalmajor
- Sybrand Engelbrecht (Cricketspieler) (* 1988), südafrikanischer Cricketspieler
- Theodor Engelbrecht (1813–1892), deutscher Pomologe
- Thies Hinrich Engelbrecht (1853–1934), deutscher Agrargeograph und Landwirt
- Viola Engelbrecht (* 1959), deutsche Musikerin und Komponistin
- Willie Engelbrecht (* 1992), südafrikanischer Rugbyspieler
- Willy Engelbrecht (* 1962), südafrikanischer Radrennfahrer